# Janice Rule
Mary Janice Rule, bardziej znana jako Janice Rule (ur. 15 sierpnia 1931, zm. 17 października 2003) – amerykańska aktorka

## Życiorys
Urodziła się w 1931 roku w Norwood, w stanie Ohio. Zadebiutowała jako aktorka filmowa 1951 roku, kiedy zagrała w Goodbye, My Fancy. W kolejnych latach pojawiała się w wielu serialach telewizyjnych oraz w filmach. W latach 1959–1965 grała Helen Foley w serialu fantastycznym Strefa mroku ("The Twilight Zone"). W 1961 roku, po ślubie z reżyserem Benem Gazzarrą, przejściowo wycofała się z gry aktorskiej. Powróciła na ekran w połowie lat 60. i zagrała wówczas w takich filmach jak: Obława (1966) czy Witajcie w Ciężkich Czasach (1967). W latach siedemdziesiątych okazała swój talent aktorski w filmie Trzy kobiety (1977). Ostatnim filmem pełnometrażowym, w którym pojawiła się Janice, był Kolarze (1985). Jej ostatni występ telewizyjny to rola w serialu The Ray Bradbury Theatre (1992).
Na początku lat 80. studiowała psychologię na uniwersytecie w Kalifornii. W 1983 roku otrzymała tytuł doktora. Zmarła 17 października 2003 roku w Nowym Jorku na wylew krwi do mózgu.
Janice Rule była trzykrotnie zamężna. Jej mężami byli:
- N. Richard Nash (1956 - 1956, rozwód);
- Robert Thom (1960 - 1961, rozwód), dziecko;
- Ben Gazzara (25.11.1961 - 28.01.1982, rozwód), córka Elizabeth